# Crosshole
Término norteamericano utilizado en geofísica para nombrar los ensayos realizados entre dos perforaciones.
El ensayo crosshole sísmico se refiere a la determinación, entre dos sondeos, de las velocidades de las ondas 'P' y 'S' en suelos.
El ensayo crosshole o cross-hole ultrasónico se refiere a los ensayos de integridad entre pares de tubos.
Se conoce en España como sondeo sónico, ensayo sónico o más correctamente transparencia sónica en cimentaciones profundas y elementos de contención.

## Normas americanas
ASTM (2008) D 6760-08.
Standard Test Method for Integrity Testing of Concrete Deep Foundations by Ultrasonic Crosshole Testing.

ASTM (2007) D 4428/D4428M-07.
Standard Test Methods for Crosshole Seismic Testing.
- Datos: Q5548596